# Ummendorf (Baden-Württemberg)
Ummendorf è un comune tedesco di 4 503 abitanti situato nel land del Baden-Württemberg.